# Serie A1 1949
Die Saison 1949 war die 16. Spielzeit der Serie A1, der höchsten italienischen Eishockeyspielklasse. Meister wurde zum insgesamt dritten Mal in der Vereinsgeschichte der HC Diavoli Rossoneri Milano.

## Modus
In der Hauptrunde wurde die Liga in drei Gruppen mit jeweils drei Mannschaften aufgeteilt. Die Erstplatzierten jeder Gruppe qualifizierten sich für die Finalrunde, deren Erstplatzierter Meister wurde. Für einen Sieg erhielt jede Mannschaft zwei Punkte, bei einem Unentschieden gab es einen Punkt und bei einer Niederlage null Punkte.

## Hauptrunde

### Gruppe A
|  | Tofana | gewertet | HC Milano | St. Ulrich in Gröden |

|  | HC Ortisei | 3:11 | HC Milano | St. Ulrich in Gröden |

|  | Tofana | gewertet | HC Ortisei | St. Ulrich in Gröden |

|    | Klub               | Sp | S | U | N | Tore | Punkte |
| -- | ------------------ | -- | - | - | - | ---- | ------ |
| 1. | Hockey Club Milano | 2  | 2 | 0 | 0 | 11:3 | 4      |
| 2. | HC Ortisei         | 2  | 1 | 0 | 1 | 3:11 | 2      |
| 3. | Tofana             | 2  | 0 | 0 | 2 | 0:0  | 01     |

Sp = Spiele, S = Siege, U = Unentschieden, N = Niederlagen

1(Mannschaft vom Spielbetrieb zurückgezogen)

### Gruppe B
|  | SG Cortina | 5:7 | HC Bozen | Bozen |

|  | Diavoli Rossoneri Milano | 3:3 | SG Cortina | Bozen |

|  | Diavoli Rossoneri Milano | 2:1 | HC Bozen | Bozen |

|    | Klub                        | Sp | S | U | N | Tore | Punkte |
| -- | --------------------------- | -- | - | - | - | ---- | ------ |
| 1. | HC Diavoli Rossoneri Milano | 2  | 1 | 1 | 0 | 5:4  | 3      |
| 2. | HC Bozen                    | 2  | 1 | 0 | 1 | 8:7  | 2      |
| 3. | SG Cortina                  | 2  | 0 | 1 | 1 | 8:10 | 1      |

### Gruppe C
|  | Asiago | 3:4 | Alleghe | Asiago |

|  | Amatori Milano | 3:1 | Alleghe | Asiago |

|  | Asiago | 1:3 | Amatori Milano | Asiago |

|    | Klub           | Sp | S | U | N | Tore | Punkte |
| -- | -------------- | -- | - | - | - | ---- | ------ |
| 1. | Amatori Milano | 2  | 2 | 0 | 0 | 6:2  | 4      |
| 2. | HC Alleghe     | 2  | 1 | 0 | 1 | 5:6  | 2      |
| 3. | Asiago Hockey  | 2  | 0 | 0 | 2 | 4:7  | 0      |

## Finalrunde
|    | Klub                        | Sp | S | U | N | Tore | Punkte |
| -- | --------------------------- | -- | - | - | - | ---- | ------ |
| 1. | HC Diavoli Rossoneri Milano | 2  | 2 | 0 | 0 | 15:5 | 4      |
| 2. | Hockey Club Milano          | 2  | 1 | 0 | 1 | 8:8  | 2      |
| 3. | Amatori Milano              | 2  | 0 | 0 | 2 | 5:15 | 0      |

Sp = Spiele, S = Siege, U = unentschieden, N = Niederlagen

## Meistermannschaft
Ambrogio Abascià – Mario Bedogni – Giancarlo Bucchetti – Giancarlo Bulgheroni – Aldo Federici – Antonio Fresia – Enrico Galli – Umberto Gerli – Luigi Mattavelli – Carlo Rizzi – Giuseppe Zerbi